# Продол
Продол (хорв. Prodol) — населений пункт у Хорватії, в Істрійській жупанії у складі громади Марчана.

## Населення
Населення за даними перепису 2011 року становило 97 осіб.
Динаміка чисельності населення поселення:

## Клімат
Середня річна температура становить 13,64 °C, середня максимальна – 27,44 °C, а середня мінімальна – -0,56 °C. Середня річна кількість опадів – 895 мм.
| Клімат поселення                              | Клімат поселення | Клімат поселення | Клімат поселення | Клімат поселення | Клімат поселення | Клімат поселення | Клімат поселення | Клімат поселення | Клімат поселення | Клімат поселення | Клімат поселення | Клімат поселення | Клімат поселення |
| Показник                                      | Січ.             | Лют.             | Бер.             | Квіт.            | Трав.            | Черв.            | Лип.             | Серп.            | Вер.             | Жовт.            | Лист.            | Груд.            |                  |
| Середній максимум, °C                         | 10,43            | 11,01            | 13,76            | 17,30            | 22,47            | 26,71            | 27,44            | 27,30            | 22,60            | 17,96            | 13,00            | 10,00            |                  |
| Середня температура, °C                       | 4,94             | 5,52             | 8,26             | 11,80            | 16,97            | 21,22            | 23,58            | 23,42            | 18,72            | 14,09            | 9,12             | 6,12             |                  |
| Середній мінімум, °C                          | −0,56            | 0,01             | 2,76             | 6,30             | 11,47            | 15,72            | 19,70            | 19,52            | 14,84            | 10,20            | 5,26             | 2,25             |                  |
| Норма опадів, мм                              | 72               | 59               | 64               | 69               | 61               | 69               | 47               | 73               | 83               | 103              | 111              | 84               |                  |
| Середньомісячна швидкість вітру, м/с          | 2.60             | 2.86             | 2.94             | 2.84             | 2.54             | 2.43             | 2.43             | 2.42             | 2.50             | 2.71             | 2.91             | 2.82             |                  |
| Середньомісячна сонячна радіація, кДж/м²·день | 4504             | 7434             | 10770            | 15359            | 19654            | 21465            | 22306            | 19299            | 14196            | 9254             | 5005             | 3866             |                  |
| --------------------------------------------- | ---------------- | ---------------- | ---------------- | ---------------- | ---------------- | ---------------- | ---------------- | ---------------- | ---------------- | ---------------- | ---------------- | ---------------- | ---------------- |
| Джерело:                                      |                  |                  |                  |                  |                  |                  |                  |                  |                  |                  |                  |                  |                  |